# Jonathan Netanyahu
Jonathan "Yoni" Netanyahu (hebreiska יונתן "יוני" נתניהו), född 13 mars 1946 i New York, USA, död 4 juli 1976 i Entebbe, Uganda, var en israelisk militär. Han var son till historikern Benzion Netanyahu och äldre bror till politikern Benjamin Netanyahu.
Jonathan Netanyahu inledde sin militära karriär inom IDF 1964 och deltog bland annat i sexdagarskriget 1967. Netanyahu ledde den israeliska kommandostyrkan i Operation Entebbe på flygplatsen i Entebbe, och var den ende israeliske soldat som dödades där. Han ligger begravd på Jerusalems militärkyrkogård. Operationen omdöptes till hans ära till Operation Jonathan.

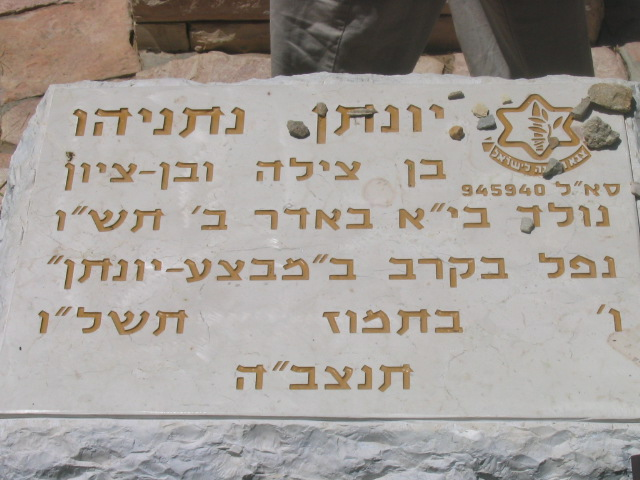
Jonathan Netanyahus gravsten